# Casaluce
Casaluce – miejscowość i gmina we Włoszech, w regionie Kampania, w prowincji Caserta.
Według danych na rok 2004 gminę zamieszkiwało 9559 osób, 1062,1 os./km².